# Operation 1325
Operation 1325 är en svensk paraplyorganisation som grundades 2006 av flera svenska kvinno- och fredsorganisationer. Genom information och utbildning, i Sverige och internationellt, arbetar organisationen för att öka kvinnors inflytande i fredsprocesser och i konfliktlösning. Operation 1325 förordar, informerar, utbildar och skapar plattformar för debatt och dialog för att påverka beslutsfattare, det civila samhället och allmänheten med syftet att implementera Förenta Nationernas säkerhetsråds resolution 1325 om kvinnor, fred och säkerhet.

## Historik
År 2003 startade fem svenska kvinno- och fredsorganisationer ett nätverk för att diskutera hur FN:s säkerhetsråds resolution 1325 (2000) om kvinnor, fred och säkerhet kunde realiseras. Dessa organisationer var Internationella Kvinnoförbundet för Fred och Frihet, Kvinnor för Fred, Sveriges Ekumeniska Kvinnoråd, Riksförbundet Internationella Föreningen för Invandrarkvinnor och UN Women nationell kommitté Sverige. Operation 1325 har även haft ett nära samarbete med Sveriges Kvinnolobby.
År 2023 var medlemsorganisationerna: Gröna Kvinnor, Kvinnor för Fred (KFF), KvinnorKan, Riksförbundet Internationella Föreningen FEM-Inclusion (RIFFI), Svenska Kvinnors Vänsterförbund (SKV), Sveriges Ekumeniska Kvinnoråd (SEK) och Kvinnliga läkares förening (KLF). 

## Resolution 1325
Kvinnor, fred och säkerhet – det är grunden för resolutionen som FN:s säkerhetsråd antog i oktober 2000. Resolutionen handlar om att kvinnor ska ha mer inflytande och att de ska delta aktivt när konflikter förebyggs och när samhällen byggs upp efter krig och konflikt. Resolution 1325 lyfter fram kvinnor som centrala aktörer för hållbar fred och säkerhet. Samtidigt uppmärksammar den att kvinnor är särskilt utsatta i konflikter, exempelvis genom sexuellt våld som vapen i krigföring. Dessutom understryker resolutionen att långsiktig fred är omöjlig utan att kvinnor medverkar. Därför är det avgörande att alla FN:s medlemsstater arbetar i resolutionens anda. 

## Verksamhet
Målet med Operation 1325 är att få in kvinnor i alla delar av fredsprocessen, så att de kan påverka situationer innan konflikter bryter ut, när de brutit ut, under fredsprocesser och efter att samhällen ska byggas upp efter konflikter. För att nå detta mål har Operation 1325 tre fokusområden för sin verksamhet.

### Informationsspridning
Operation 1325 informerar om hur kvinnors fredsarbete och hur genomförandet av resolutionen utvecklas världen över, för att öka medvetandet om resolutionen bland allmänheten. Organisationens webbplats är en av dess viktigaste plattformar. På den samlas fakta om resolutionen, omvärldsbevakning och blogginlägg från personer som arbetar nära frågorna om kvinnor, fred och säkerhet.

### Utbildning och kapacitetsutveckling
Operation 1325 anordnar utbildningar och seminarier om relevanta 1325-frågor för att öka kunskapen om vikten av att öka kvinnors möjlighet att medverka som aktörer i allt arbete som handlar om fred och säkerhet. Kapacitetsstärkande verksamhet riktar sig till kvinnor och män. På nationell nivå har Operation 1325 bland annat medarrangerat ITP kurser (international training programmes) med 1325-fokus för Sida. Operation 1325 samarbetar internationellt med kvinnoorganisationer i konfliktområden som bland annat Sudan, Sydsudan, Irak och Palestina.   

### Påverkansarbete
Operation 1325 uppmuntrar och uppmanar regelbundet makthavare att agera i linje med resolution 1325. Organisationen informerar, påverkar och påminner politiker om det ansvar som exempelvis svenska regeringens handlingsplan om resolution 1325 uttrycker.